# Прва лига Србије у америчком фудбалу 2014.
Прва лига Србије 2014. је трећа сезона организована под овим именом од стране Фудбалског савеза Америчког фудбала од оснивања лиге 2012. године и то је други степен такмичења у Србији.
У сезони 2013. у виши ранг су се пласирали Форестлендерси Младеновац и Индијанси Инђија, а из Суперлиге су испали Ројал краунси Краљево и Сирмијум лиџонарси Сремска Митровица.

## Промене у односу на претходну сезону
Лига је у односу на претходну сезону проширена за два клуба, па ће тако четрнаест клубова бити смештено у две групе са по седам екипа. Као дебитанти први пут се такмиче Вервулвси Ваљево и Хокси Обреновац који су смештени у групу Југ, коју су напустили Индијанси Инђија и Форестлендерси Младеновац који су се пласирали у Суперлигу. Из Суперлиге су испали Сирмијум лиџонарси Сремска Митровица који ће се такмичити у групи Север и Ројал краунси Краљево који ће се такмичити у групи Југ.

## Систем такмичења
У лиги учествују 14 клубова распоређених у 2 групе по седам клубова. Игра се по једнокружном бод систему, сваки клуб одигра по 6 мечева. Прва два клуба из обе групе пласирају се у плеј-оф, где играју победник групе север са другопласираним из групе југ и победник групе југ са другопласираним из групе север. Победници тих мечева пласирају се у виши ранг такмичења, Суперлигу Србије. У плеј-офу се игра на један добијени меч, а предност домаћег терена се одређује на основу позиције на табели у регуларном делу сезоне.
Од ове сезоне по први пут из лиге испадају по три најслабије екипе из обе групе, које ће се следеће сезоне такмичити у Другој лиги.

## Клубови

### Група Север
| Клуб                  | Место             |
| --------------------- | ----------------- |
| Грофови Нови Кнежевац | Нови Кнежевац     |
| Целтиси Сомбор        | Сомбор            |
| Лавови Вршац          | Вршац             |
| Мамутси Кикинда       | Кикинда           |
| Најтси Клек           | Клек              |
| Сирмијум лиџонарси    | Сремска Митровица |
| Хантерси Врбас        | Врбас             |

### Група Југ
| Клуб                  | Место     |
| --------------------- | --------- |
| Вервулвси Ваљево      | Ваљево    |
| Ејнџел вориорси Чачак | Чачак     |
| Голден берси Бор      | Бор       |
| Пастуви Пожаревац     | Пожаревац |
| Пајратси Земун        | Земун     |
| Ројал краунси Краљево | Краљево   |
| Хокси Обреновац       | Обреновац |

## Група Север

### Резултати[1]
1.коло
| Датум         | Клуб               | Клуб                  | Резултат |
| ------------- | ------------------ | --------------------- | -------- |
| 30. март 2014 | Хантерси Врбас     | Грофови Нови Кнежевац | 43:6     |
| 30. март 2014 | Најтси Клек        | Лавови Вршац          | 46:0     |
| 6. април 2014 | Мамутси Кикинда    | Целтиси Сомбор        | 25:7     |
|               | Сирмијум лиџонарси | слободни              |          |

2.коло
| Датум          | Клуб                  | Клуб            | Резултат    |
| -------------- | --------------------- | --------------- | ----------- |
| 13. април 2014 | Грофови Нови Кнежевац | Мамутси Кикинда | 14:24       |
| 13. април 2014 | Сирмијум лиџонарси    | Хантерси Врбас  | 26:7        |
| 13. април 2014 | Целтиси Сомбор        | Најтси Клек     | 35:0 (с.р.) |
|                | Лавови Вршац          | слободни        |             |

3.коло
| Датум          | Клуб            | Клуб                  | Резултат    |
| -------------- | --------------- | --------------------- | ----------- |
| 27. април 2014 | Мамутси Кикинда | Сирмијум лиџонарси    | 0:35 (с.р.) |
| 27. април 2014 | Најтси Клек     | Грофови Нови Кнежевац | 14:26       |
| 27. април 2014 | Лавови Вршац    | Целтиси Сомбор        | 38:35       |
|                | Хантерси Врбас  | слободни              |             |

4.коло
| Датум       | Клуб                  | Клуб            | Резултат |
| ----------- | --------------------- | --------------- | -------- |
| 3. мај 2014 | Хантерси Врбас        | Мамутси Кикинда | 28:6     |
| 3. мај 2014 | Сирмијум лиџонарси    | Најтси Клек     | 42:0     |
| 4. мај 2014 | Грофови Нови Кнежевац | Лавови Вршац    | 14:28    |
|             | Целтиси Сомбор        | слободни        |          |

5.коло
| Датум        | Клуб            | Клуб                  | Резултат    |
| ------------ | --------------- | --------------------- | ----------- |
| 25. мај 2014 | Целтиси Сомбор  | Грофови Нови Кнежевац | 10:14       |
| 25. мај 2014 | Лавови Вршац    | Сирмијум лиџонарси    | 12:48       |
| 25. мај 2014 | Најтси Клек     | Хантерси Врбас        | 0:35 (с.р.) |
|              | Мамутси Кикинда | слободни              |             |

6.коло
| Датум        | Клуб                  | Клуб           | Резултат |
| ------------ | --------------------- | -------------- | -------- |
| 31. мај 2014 | Хантерси Врбас        | Лавови Вршац   | 42:14    |
| 31. мај 2014 | Мамутси Кикинда       | Најтси Клек    | 26:0     |
| 1. јун 2014  | Сирмијум лиџонарси    | Целтиси Сомбор | 48:0     |
|              | Грофови Нови Кнежевац | слободни       |          |

7.коло
| Датум        | Клуб                  | Клуб               | Резултат |
| ------------ | --------------------- | ------------------ | -------- |
| 14. јун 2014 | Грофови Нови Кнежевац | Сирмијум лиџонарси | 6:56     |
| 15. јун 2014 | Лавови Вршац          | Мамутси Кикинда    | 24:20    |
| 15. јун 2014 | Целтиси Сомбор        | Хантерси Врбас     | 19:7     |
|              | Најтси Клек           | слободни           |          |

#### Табела
|  | Пласирали се у плеј-оф |
|  | Испали у другу лигу    |

| #  | Клуб                  | ИГ | Д | ИЗ | ГД  | ГП  | ГР   | %     |
| -- | --------------------- | -- | - | -- | --- | --- | ---- | ----- |
| 1. | Сирмијум лиџонарси    | 6  | 6 | 0  | 220 | 25  | +195 | 1.000 |
| 2. | Хантерси Врбас        | 6  | 4 | 2  | 161 | 71  | +90  | 0.667 |
| 3. | Лавови Вршац          | 6  | 3 | 3  | 116 | 204 | -92  | 0.500 |
| 4. | Мамутси Кикинда       | 6  | 3 | 3  | 81  | 108 | -27  | 0.500 |
| 5. | Грофови Нови Кнежевац | 6  | 2 | 4  | 80  | 175 | -95  | 0.333 |
| 6. | Целтиси Сомбор        | 6  | 2 | 4  | 52  | 122 | -70  | 0.333 |
| 7. | Најтси Клек           | 6  | 1 | 5  | 60  | 164 | -104 | 0.167 |

## Група Југ

### Резултати[2]
1.коло
| Датум          | Клуб                  | Клуб             | Резултат |
| -------------- | --------------------- | ---------------- | -------- |
| 30. април 2013 | Пајратси Земун        | Голден берси Бор | 27:29    |
| 30. март 2014  | Ејнџел вориорси Чачак | Вервулвси Ваљево | 118:0    |
| 30. март 2014  | Пастуви Пожаревац     | Хокси Обреновац  | 52:0     |
|                | Ројал краунси Краљево | слободни         |          |

2.коло
| Датум          | Клуб                  | Клуб                  | Резултат |
| -------------- | --------------------- | --------------------- | -------- |
| 13. април 2014 | Вервулвси Ваљево      | Пастуви Пожаревац     | 0:55     |
| 13. април 2014 | Ројал краунси Краљево | Ејнџел вориорси Чачак | 7:48     |
| 13. април 2014 | Хокси Обреновац       | Пајратси Земун        | 0:51     |
|                | Голден берси Бор      | слободни              |          |

3.коло
| Датум          | Клуб                  | Клуб                  | Резултат |
| -------------- | --------------------- | --------------------- | -------- |
| 27. април 2014 | Пајратси Земун        | Вервулвси Ваљево      | 38:0     |
| 27. април 2014 | Пастуви Пожаревац     | Ројал краунси Краљево | 12:29    |
| 27. април 2014 | Голден берси Бор      | Хокси Обреновац       | 38:3     |
|                | Ејнџел вориорси Чачак | слободни              |          |

4.коло
| Датум       | Клуб                  | Клуб              | Резултат    |
| ----------- | --------------------- | ----------------- | ----------- |
| 4. мај 2014 | Ејнџел вориорси Чачак | Пастуви Пожаревац | 43:0        |
| 4. мај 2014 | Вервулвси Ваљево      | Голден берси Бор  | 0:35 (с.р.) |
| 4. мај 2014 | Ројал краунси Краљево | Пајратси Земун    | 18:0        |
|             | Хокси Обреновац       | слободни          |             |

5.коло
| Датум        | Клуб              | Клуб                  | Резултат |
| ------------ | ----------------- | --------------------- | -------- |
| 18. мај 2014 | Пајратси Земун    | Ејнџел вориорси Чачак | 8:75     |
| 18. мај 2014 | Голден берси Бор  | Ројал краунси Краљево | 22:62    |
| 18. мај 2014 | Хокси Обреновац   | Вервулвси Ваљево      | одложено |
|              | Пастуви Пожаревац | слободни              |          |

6.коло
| Датум       | Клуб                  | Клуб             | Резултат |
| ----------- | --------------------- | ---------------- | -------- |
| 1. јун 2014 | Ројал краунси Краљево | Хокси Обреновац  | одложено |
| 1. јун 2014 | Ејнџел вориорси Чачак | Голден берси Бор | 68:20    |
| 1. јун 2014 | Пастуви Пожаревац     | Пајратси Земун   | 14:13    |
|             | Вервулвси Ваљево      | слободни         |          |

7.коло
| Датум        | Клуб             | Клуб                  | Резултат |
| ------------ | ---------------- | --------------------- | -------- |
| 15. јун 2014 | Голден берси Бор | Пастуви Пожаревац     | 6:12     |
| 15. јун 2014 | Хокси Обреновац  | Ејнџел вориорси Чачак | одложено |
| 15. јун 2014 | Вервулвси Ваљево | Ројал краунси Краљево | 0:35     |
|              | Пајратси Земун   | слободни              |          |

#### Табела
|  | Пласирали се у плеј-оф |
|  | Испали у другу лигу    |

| #  | Клуб                  | ИГ | Д | ИЗ | ГД  | ГП  | ГР   | %     |
| -- | --------------------- | -- | - | -- | --- | --- | ---- | ----- |
| 1. | Ејнџел вориорси Чачак | 5  | 5 | 0  | 352 | 35  | +317 | 1.000 |
| 2. | Ројал краунси Краљево | 5  | 4 | 1  | 151 | 82  | +69  | 0.800 |
| 3. | Пастуви Пожаревац     | 5  | 3 | 2  | 93  | 91  | +2   | 0.600 |
| 4. | Голден берси Бор      | 5  | 2 | 3  | 77  | 169 | +90  | 0.400 |
| 5. | Пајратси Земун        | 5  | 1 | 4  | 76  | 136 | -80  | 0.200 |
| 6. | Вервулвси Ваљево      | 5  | 0 | 5  | 0   | 281 | -281 | 0.000 |

Због поплаве у Обреновцу, Хокси Обреновац су одустали од такмичења, а њихови резултати су избрисани.

## Плеј-оф
| Датум        | Клуб                  | Клуб                  | Резултат |
| ------------ | --------------------- | --------------------- | -------- |
| 22. јун 2014 | Сирмијум лиџонарси    | Ројал краунси Краљево | 41:8     |
| 22. јун 2014 | Ејнџел вориорси Чачак | Хантерси Врбас        | 44:6     |